# David Ricardo
David Ricardo (født 19. april 1772 i London, død 11. september 1823 på sit landsted Gatcomb Park i Gloucestershire) var en engelsk økonom. Ricardo var en af 1800-tallets mest indflydelsesrige klassiske økonomer og kan ses som efterfølgeren til Adam Smith. Ricardos styrke var logisk konsekvens og præcision, men han havde ikke Smiths helt unikke evne til levende fremstilling af de økonomiske forhold.

## Liv og virke
Han tilhørte en jødisk familie fra Holland. I en alder af 14 år blev han forretningsmedhjælper for sin fader, som han skilte sig fra, da han ved myndighedsalder sluttede sig til den engelske statskirke og omtrent samtidig indgik ægteskab med en kristen kvinde. Han brugte nu sin tid på selvstændig fondsmæglervirksomhed, ved hvilken han havde en sådan fremgang, at han allerede i en alder af 25 år ansås som en rig mand. Han begyndte så at interessere sig for studier og udgav sit første nationaløkonomiske skrift, The high price of bullion, a proof of the depreciation of the bank notes i 1809, hvori han foreslog, at Englands bank skulle genindløse sine pengesedler og i forbindelse dermed mindske den i omløb værende seddelmængde. Hans tankegang fik delvist et gennembrud ved Peels banklov af 1844. Han trak sig nu mere og mere tilbage fra sin forretningsvirksomhed, beskæftigede sig i stigende grad med videnskabelige og senere også politiske hverv: i 1819 blev han indvalgt i underhuset.
I sin praktisk-parlamentariske politik indtog Ricardo en mindre udpræget individualistisk og frihandelsivrende holdning end i sine skrifter; han hørte i øvrigt til sin tids udprægede reformvenner.

## Teorier
Ricardo er blevet betegnet som "den sande grundlægger af den abstrakte nationaløkonomi" og "den deduktive metodes fader". Hans "Principles" må regnes som et af den klassiske nationaløkonomis grundlæggende arbejder og et af de vigtigste inden for denne videnskab, men har ingenlunde karakter af et systematisk værk. Fremstillingen lader meget tilbage at ønske i henseende til klarhed, omfang og logik, hvilket har været en grund til skiftende tydninger af hans udtalelser.

### Jordrenteteorien
Ricardos analyse af importforbuddet for korn til England i slutningen af 1700-tallet er centralt i hans arbejder. Dette forbud mente han var til stor skade for industrien og dermed også for økonomiens totale vækstkraft. Han betegner landadelen som parasitter i det økonomiske system fordi deres indtægter (det han kalder jordrente) efter hans syn går til at holde tjenestefolk og til andet luksusforbrug snarere end at blive kanaliseret ind i produktiv virksomhed.
Ricardos jordrenteteori er en videreudvikling af de tanker, som tidligere var blevet fremsat af James Anderson, E. West og Thomas Malthus om jordrenten - i den forbindelse berører Ricardos teori også jordrentens historiske opkomst: først tog man den bedste jord i brug, senere, med det voksende næringsbehov, jord af ringere kvalitet og med dårligere beliggenhed, og jordproduktivitetsloven: kornet er ikke dyrt fordi jordrente opstår; jordrenten opstår, fordi kornet er dyrt - med andre ord: jordrenten indgår ikke i produktets pris, som reguleres af omkostningerne ved den produktion, som sker under de mindst gunstige forhold. Således en frugt af jordens egen indeboende kraft er jordrenten for Ricardo en differentialindkomst: "forskellen mellem produktionsresultatet af samme mængder af arbejde og kapital, nedlagt på jord af ens eller uens kvalitet".

### Jord som knap ressource
Ricardo mente, at den stigende befolkning og produktion ville gøre jord mere knap i forhold til andre resurser, og at jordejerne dermed efterhånden ville komme til at tjene en stigende andel af nationalindkomsten. Ricardo så dette som en trussel mod samfundets stabilitet og mente, at den burde imødegås ved en skat på jordrenter, der steg over tid. Han fik ret i, at jordpriser over tid vil stige mere end andre varer på grund af den stigende knaphed, men forudså ikke, at landbrugets andel af nationalindkomsten alligevel endte med at falde kraftigt på grund af de store teknologiske fremskridt, der har drevet produktionsfremgangen i de sekundære og tertiære erhverv og dermed skabt den kraftige økonomiske vækst, der har fundet sted siden Ricardos tid.
Ricardo kom ind i en heftig polemik med den samtidige Thomas Malthus om hvorvidt der kunne ske et generelt svigt i efterspørgslen i økonomien. Ricardo som byggede på Says lov, så dette som umuligt. Hans syn blev stående nærmest uimodsagt helt til John Maynard Keynes tog spørgsmålet op igen et stykke inde i 1900-tallet.

### Teorien om varers værdi
I sin værdilære skelner Ricardo mellem:
1. den absolutte eller reelle værdi, og
2. den relative værdi eller bytteværdien hos tingen (under forudsætning af, at de er økonomisk nyttige).

Det absolutte værdi har sin grund i det arbejde af forskellig art, som, direkte eller indirekte – ved brug af værktøj, maskiner og så videre – er blevet nedlagt eller "virkeliggjort" i genstanden. Bytteværdien hos specielt sjældne varer beror på de efterspørgendes købetrang og købekraft. For den store mængde af markedsførte varer – sådanne, som uindskrænket kan frembringes – afgøres bytteværdien af den grad, i hvilken de, sammenlignet med andre varer, rummer absolut værdi. Ricardo talte også om den relative mængde af nødvendigt arbejde som næsten alene afgørende for den relative værdi. En modificerende indflydelse udøves af kapitalens medvirken, denne kapitals egenskab af fast eller rørlig og i forbindelse dermed tiden for arbejdsresultatets frembringelse og markedsføring. Ricardos værdilære, som tydeligvis aldrig blev endegyldigt gennemarbejdet og formuleret, er ikke den eksklusive arbejdsteori, men snarere en almen produktionsomkostningsteori.

### Teorien om arbejde som vare
Arbejdslønnen gøres af Ricardo til en prisforeteelse. Ligesom varernes pris er af to slags, nemlig naturlig (normal-) pris og markedspris, skelner han mellem:
1. arbejdets naturlige pris, beroende på prisen på de næringsmidler, nødvendigheds- og bekvemmelighedsartikler, som kræves for at underholde arbejderen og hans familie, samt
2. dets markedspris, den faktisk udbetalte løn, i sine variationer bestemt af udbud og efterspørgsel, men vedvarende svingende omkring den naturlige pris.

Arbejdslønnen fastsattes afhængigt af forholdet mellem kapitalens og befolkningens tilvækst: Ricardos tankegang peger såvel mod lønfondsteorien som – og især – mod den af Lassalle agitatorisk tilspidsede teori om "den jernhårde lønningslov":
"Arbejdet har sin naturlige pris ligesom alt andet, der købes og sælges, og hvoraf de udbudte mængder øges og mindskes. Arbejdets naturlige pris er den pris, som er nødvendig for at sætte den arbejdende befolkning i stand til at opretholde og videreføre sit antal, uden at det vokser eller aftager."
Ricardos teori hvilede på Malthus, men han åbnede dog for en stigning i levestandarden, hvis højning syntes ham højst ønskelig. Han sluttede sin analyse med en bemærkning om, at:
"således er da de love, som bestemmer lønningerne og som er bestemmende for livslykken for langt den største del af ethvert samfunds medlemmer. Ligesom alle andre retshandeler bør lønfastsættelsen overlades til markedets rimelige og frie konkurrence og bør aldrig forsøges reguleret ved indgreb ad lovgivningens vej."

### Teorien om kapitalgevinster
Kapitalgevinsten (kapitalrente og foretagergevinst) udgør det overskud, som også ved jordrentefri produktion opstår oven på den naturlige realløn – det er arbejdet for at frembringe arbejdernes nødvendige underholdsmidler; dette overskud er nødvendigt for at ægge til at opspare (respektive skabe kapital). Arbejdsløn og kapitalgevinst står i sine proportioner i intimt forbindelse med hinanden; de kunne samtidig stige, men kapitalvinsten kan ikke antage en større andel af hele nationalproduktet (minus jordrenten) uden på lønnens bekostning og vice verca. En vedvarende konflikt hersker således mellem de to indkomstformer. Prisstigning på livsmidler indvirker ikke på reallønnen, men medfører en stigning af pengelønnen. Lønstigningerne forandrer ikke i og for sig vareprisen, men sænker kapitalgevinsten. Den "naturlige" udvikling venter Ricardo sig således: stigende jordrente (med voksende befolkningsmængde), faldende kapitalgevinst og nærmest stationær (reel) arbejdsløn.

### Beskatningsteorien
Beskatningen sættes i forbindelse med lovene for fordelingen. I undersøgelsen af hvilke indkomstgrupper skatten endelig falder på, anvendes megen plads til spørgsmålet om, i hvilken grad arbejderklassens levestandard medfører en overflytning af skatten fra denne til bærekraftigere samfundsklasser. Slutsatsen bliver, at skatterne yderst falder på modtagerne af jordrente (uden stigning af produkternes pris) og af kapitalgevinst (som også mindskes gennem skat på arbejdsløn) samt på konsumenter med højere levestandard.

### Kvantitetsteorien
I sit debutarbejde og i andre skrifter fremsatte Ricardo på en logisk og grundlæggende måde kvantitetsteorien – at prisniveauet reguleres af udbud og efterspørgsel på penge. Hans fremstilling af forholdet mellem på den ene side pengesedler og metalmønter samt på den anden side prisniveauet udgør grundlaget for den såkaldte "currency-teori". Samtidig anses han at have formuleret reglerne for den udenlandske vekselkurs.

### Læren om komparative fordele ved international handel
Han sammenbandt sin pengeteori med læren om den internationale handel. Prisniveauet stiger eller falder med indkommende eller udgående pengemængder som følge af eksport eller import. På dette område udformede han princippet om de komparative omkostninger: "under et system med fuldstændig fri handel vil ethvert land helt naturligt bruge sin kapital og sit arbejde på de næringsveje, som for dette land er de mest fordelagtige". Modellen om komparative fordele i international handel viste, at to lande (som handler med to varer), kunne tjene på at handle med hinanden, selv om det ene land var mere produktivt end det andet i produktionen af begge varer. Dette dannede senere grundlaget for Heckscher-Ohlin-teoremet for international handel. Ideen bag dette er at lande handler med hinanden fordi de har forskellige ressourcetilgange.

## Betydning
Ricardos teorier diskuteres også i dag, og der findes en gruppe økonomer som kalder sig nyricardianere. Ricardo videreudviklede Adam Smiths arbejdsværditeori og fik dermed stor indflydelse på Karl Marx' senere økonomiske analyser.

## Forfatterskab
- Principles of political economy and taxation (1817, 3. udgave 1821).
- The influence of a low price of corn on the profits of stock (1815),
- Proposal for an economical and secure currency (1816)
- Protection to agriculture (1822).

Samleværket Collected works udkom 1846. Af hans breve er udgivet dem til Malthus (i 1887), till Mc Culloch (i 1897), till Trower m.fl. (i 1899).

### På dansk
- "Principper for den politiske økonomi og beskatningen" (Rhodos Teorihistoriske Skrifter, København 1978; ISBN 87-7496-644-8)